# Féricy
Féricy település Franciaországban, Seine-et-Marne megyében. Lakosainak száma 613 fő (2022. január 1.). Féricy Le Châtelet-en-Brie, Fontaine-le-Port, Héricy és Machault községekkel határos.

## Népesség
A település népességének változása:
| Lakosok száma | 581  | 582  | 602  | 579  | 586  | 594  | 601  | 600  | 613  |
|               | 2013 | 2015 | 2016 | 2017 | 2018 | 2019 | 2020 | 2021 | 2022 |